# Frederick William Sanderson
Frederick William Sanderson (ur. 13 maja 1857 w Brancepeth, Durham, zm. 15 czerwca 1922 w Londynie) – angielski nauczyciel, dyrektor szkoły w Oundle (hrabstwo Northamptonshire), reformator edukacji, propagator nauczania opartego na rozbudzaniu zainteresowań (zwłaszcza w dziedzinie nauk ścisłych i inżynierii), wspieraniu samodzielnej pracy uczniów i tworzeniu warunków, w których inspiracją nie są zwycięstwa w rywalizacji z innymi, lecz radość towarzysząca wspólnemu odkrywaniu tajemnic nauki, wspólnemu działaniu i stawianiu czoła niebezpieczeństwom, autor Electricity and Magnetism for Beginners i innych podręczników, przyjaciel Herberta Wellsa (pierwowzór pozytywnej postaci nauczyciela w jego książce Joan and Peter, the story of an education).
Praca i idee F.W. Sandersona zostały opisane w licznych publikacjach, m.in. w 1920 roku przez Fredericka Soddy’ego (radiochemika-noblistę, zainteresowanego historią polityczną, społeczną i gospodarczą) i w dwóch obszernych biografiach (1923–1924):
- 1923 – „Sanderson Of Oundle”, biografia nazywana oficjalną (zbiór wspomnień byłych uczniów)[d][8][9],
- 1924 – The Story of a Great Schoolmaster[e], książka autorstwa G.H. Wellsa, której bohaterem jest Sanderson nie tylko jako innowacyjny nauczyciel, lecz również jako myśliciel społeczny i religijny (z liberalnym poglądem na chrześcijaństwo[f]), człowiek, próbujący „podbić świat”[g], zaczynając od reformy szkół, które zamierzał uczynić „miniaturowymi kopiami świata”[10].

## Życiorys

### Dzieciństwo i młodość
Frederick William Sanderson urodził się w maju 1857 roku w Brancepeth (hrabstwo Durham). Był najmłodszym synem Thomasa Sandersona i jego żony, Margaret Andrews Sanderson (starsi bracia nie dożyli dojrzałości). Ojciec był zatrudniony w biurze majątku lorda Boyne'a w Brancepeth. Frederick uczył się w szkole parafialnej w Tudhoe. Po uzyskaniu stypendium wstąpił na uniwersytet w Durham, gdzie studiował teologię. Osiągał też dobre wyniki w matematyce. Kontynuował naukę w dziedzinie matematyki i nauk przyrodniczych („Natural Science Tripos”) w Christ’s College (Cambridge), pracując jako ceniony korepetytor oraz jako wykładowca w żeńskim Girton College (Cambridge).

### Dulwich College (1885–1892)

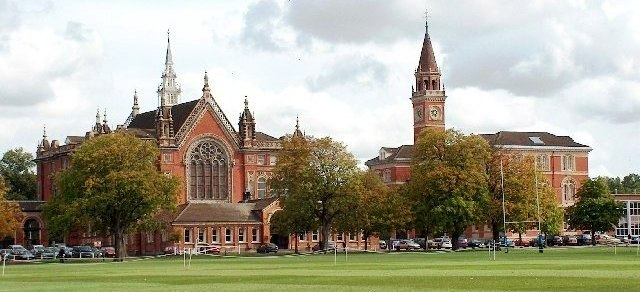
Dulwich College

W kolejnych latach zajmował stanowisko nauczyciela fizyki w Dulwich College (stopień senior physics master).
Informacje o pracy Sandersona w szkole Dulwich są niepewne. Wells sądził, że młody nauczyciel mówił nie tylko o fizyce i technice, a również – jak prawie wszyscy w tamtych czasach – o ewolucji, socjalizmie, prawach pracy, rosnących wydatkach na zbrojenia itp. Wells był też przekonany, że już wówczas Sanderson wdrażał zróżnicowane programy nauczania dla chłopców niezainteresowanych programem klasycznym i rywalizacją. Prawdopodobnie osiągnięcia w tej dziedzinie (praca w laboratoriach fizycznych i warsztatach mechanicznych) zapewniły mu rekomendację na nowe samodzielne stanowisko.
W okresie pracy w Dulwich College zawarł małżeństwo z Jane Hodgson, z którego urodziło się troje dzieci.

### Oundle School (1892–1922)

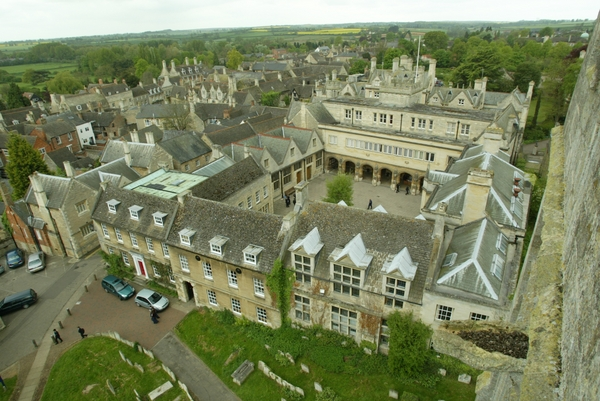
Oundle School, widok z iglicy kościoła Świętego Piotra

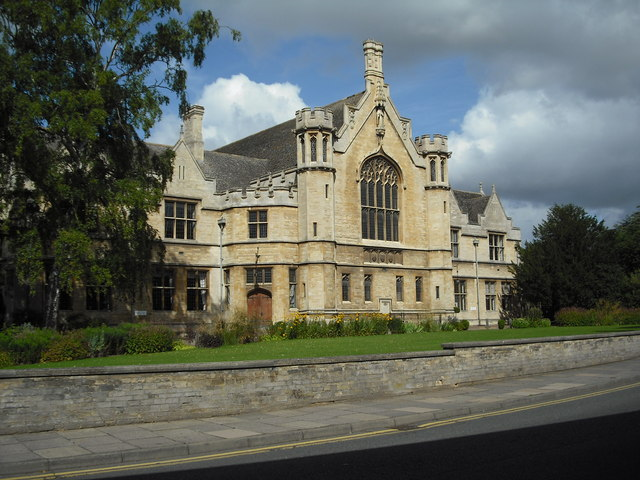
Great Hall współczesnej Oundle School

W 1892 roku, w wieku trzydziestu pięciu lat Sanderson został mianowany przez Grocers' Company dyrektorem szkoły w Oundle – małej szkoły publicznej o bogatej historii, założonej w roku 1556 jako „Laxton Grammar School” po śmierci Sir Williama Laxtona, Lorda majora Londynu. W drugiej połowie XIX wieku jej znaczenie malało. Jane i Frederick Sandersonowie z synami (Roy ur. 1889 i Thomas ur. 1890) przenieśli się do nieznanego miasta, w którym standard pracy był niski, a lokalna społeczność nieufnie traktowała nowego dyrektora. Nominacja Sandersona była prawdopodobnie zaskoczeniem ze względu na jego skromne pochodzenie, brak święceń kapłańskich i talentów oratorskich, sukcesów w sporcie, niedoskonałości ubioru. Wprowadzane przez nowego dyrektora rewolucyjne zmiany programów i metodyki nauczania oraz organizacji szkoły przyjmowano niechętnie, a nawet wrogo. Ataki boleśnie odczuwała rodzina Sandersonów – dyrektor poważnie rozważał rezygnację z realizacji życiowych planów. W pierwszych latach liczba uczniów nadal spadała, jednak wytrwała 30-letnia praca pozwoliła osiągnąć sukcesy edukacyjne i zaskarbić wielki szacunek i sympatię uczniów. Oundle School stała się najważniejszą szkołą nauk ścisłych i inżynieryjnych w kraju. W roku śmierci Sandersona (1922) liczba uczniów wynosiła ok. 500 – była ponad 5-krotnie większa od początkowej. Rozwój szkoły, który nastąpił dzięki wprowadzonym reformom, bywa porównywany do słynnego rozkwitu szkoły w Rugby, do którego doprowadziły reformy Thomasa Arnolda w latach 1828–1842.
Od 1914 roku osobistym przyjacielem Sandersona był Herbert George Wells, który umieścił w Oundle School swoich dwóch synów (George Philip, ur. 1901, Frank Richard, ur. 1903). Wells podzielał przekonania dyrektora szkoły i był zachwycony jego edukacyjnymi koncepcjami i usposobieniem.
Po zakończeniu wojny, w której zginął syn Roy (1918), Sanderson rozpoczął próby reorganizacji społecznego otoczenia szkół. Był przekonany, że jest możliwe wprowadzenie nowego, powojennego porządku na Ziemi. Twierdził, że ludzie są podli, samolubni, nieprzejednani, bezlitośni, konkurencyjni, gdy w ich duszach brakuje „twórczego światła”, gdy nie znajdują swojego miejsca w kreatywnie żyjącym społeczeństwie. Próbował to wyjaśniać na przykładzie Oundle School uczestnikom spotkań izb handlowych, klubów Rotary, stowarzyszeń obywatelskich itp. Apelował o podjęcie takiej rekonstrukcji ich organizacji, aby ich fundamentem było twórcze działanie, a nie konkurencyjny sukces lub prywatne bogactwo. Prowadził szeroką korespondencję z takimi osobistościami jak Lord Weir, Sir Alfred Yarrow, Lord Bledisloe. 15 czerwca 1922 roku wygłosił w University College London wykład w czasie posiedzenia Association of Scientific Workers prowadzonego przez Wellsa. Wykład dotyczył obowiązków i służby nauki w nowej erze (tytuł: „The duty and service of science in the new era”). Prelegent ukończył go z widocznym trudem, a gdy Wells zapraszał słuchaczy do zadawania pytań, osunął się na podłogę i zmarł wskutek ataku serca.

## Kierunki reform edukacji
Sanderson i H.G. Wells wskazywali niedoskonałości angielskiego systemu oświaty w epoce wiktoriańskiej i edwardiańskiej. Wells ostrzegał przed ich skutkami, które mogą być groźne dla świata. Swoje refleksje dotyczące wpływu stanu edukacji na angielskie społeczeństwo przed i w czasie I wojny światowej przedstawił m.in. w książce Joan and Peter, the story of an education, wydanej w roku zakończenia wojny, a równocześnie końca hegemonii europejskiej na świecie (pierwowzorem jednego z pozytywnych bohaterów – nauczyciela starającego się zmienić system nauczania – stał się Sanderson).
Lekcje braterstwa
W rozdziale XIII książki, zatytułowanym Joan and Peter Graduate, Wells zawarł opinię – zgodną z przekonaniami obu przyjaciół – z której wynikają ważne dla ludzkości obowiązki nauczycieli wobec młodych ludzi, przygotowujących się do przejęcia odpowiedzialności za los świata. Ostrzegł, że jeżeli ludzkość nie ma podzielić losu stworzeń, o których istnieniu świadczą już tylko skamieniałości, ludzie muszą nauczyć się ogólnoludzkiego braterstwa. Podkreślił rolę przygotowania do właściwej reakcji na zagrożenia – całe pokolenia dzieci i młodzieży bezgranicznie ufały w opiekę matki, ojca, Prawa… Dopiero osiągając dojrzałość dostrzegały, że ich bezpieczeństwo było złudzeniem – życie nie było i nie będzie pozbawione zagrożeń, które powinny być szybko rozpoznawane. Muszą wywoływać określone działania, których skuteczność potwierdziły m.in. własne życiowe doświadczenia.

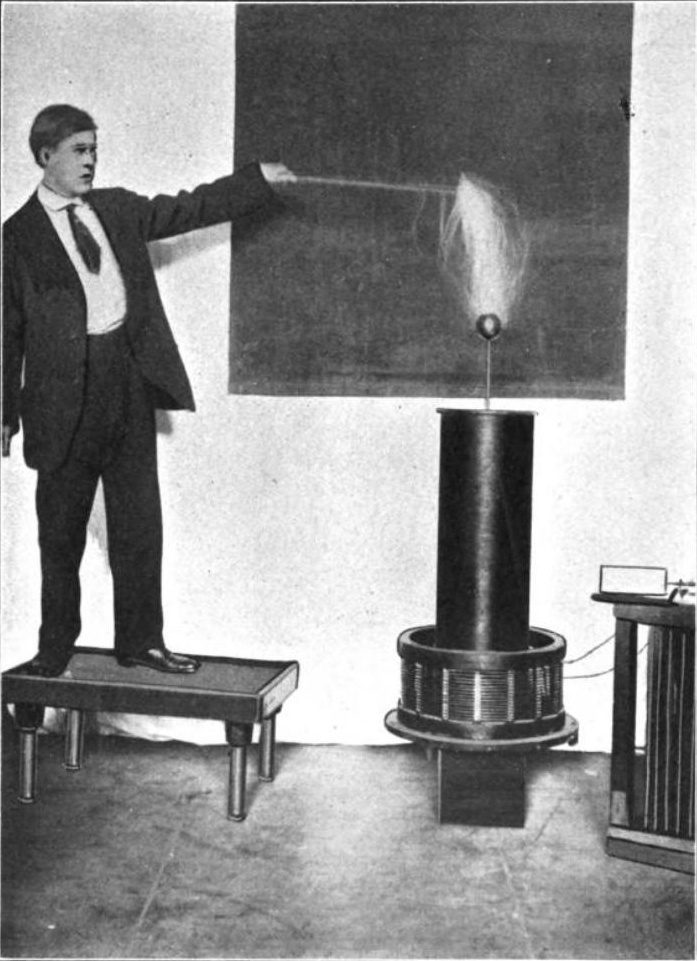
Potencjalnie niebezpieczny studencki eksperyment z transformatorem Tesli

Radość niebezpiecznego życia

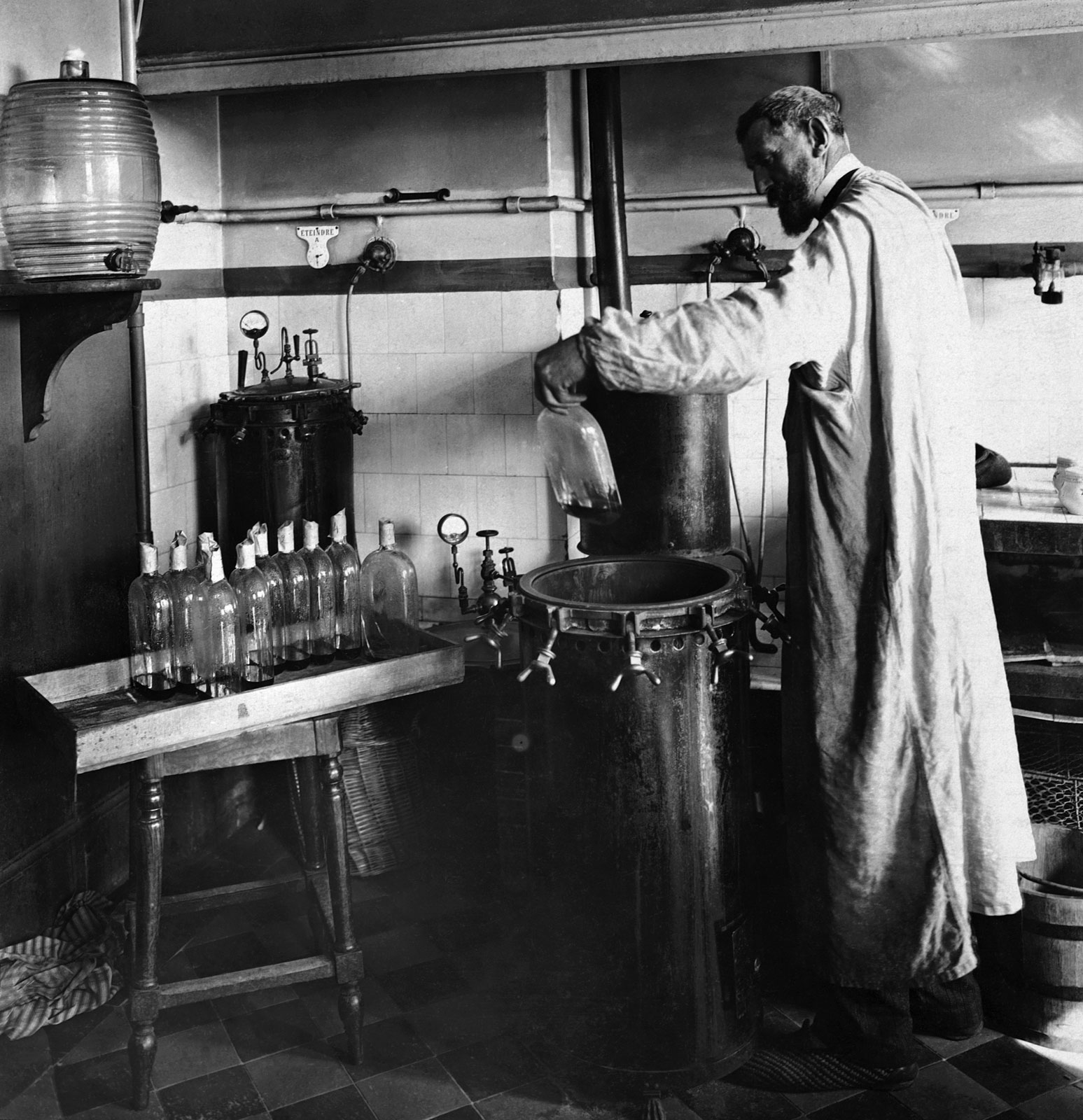
Louis Pasteur:
– „Praca najlepiej bawi.”
– „W dziejach eksperymentów przypadek pomaga dobrze przygotowanym umysłom.”

Życie w niebezpieczeństwie Sanderson uważał za istotny czynnik rozwoju człowieka. W jednej z opowieści o nadziei, kłamstwie, nauce i miłości (w: Kapłan Diabła) R. Dawkins zacytował Sandersona:

Zgadzam się z Nitzchem, że „sekretem radosnego życia jest życie w niebezpieczeństwie”. Życie radosne, to życie aktywne – a nie nudny, statyczny stan tak zwanego szczęścia. Wypełnione buzującym ogniem entuzjazmu, anarchiczne, rewolucyjne, energiczne, demoniczne, dionizejskie, przepełnione nieprzepartą żądzą tworzenia – takie jest życie człowieka, który rezygnuje z bezpieczeństwa i szczęścia na rzecz rozwoju i szczęścia.

Oceany prawdy odkrytej i nieodkrytej
W biografii Sandersona Wells zamieścił m.in. fragment kazania wygłoszonego przez niego w 1918 roku:

… Potężni ludzie nauki i wzniosłych czynów. Newton, który związał wszechświat uniwersalnym prawem; Lagrange, Laplace, Leibniz z ich cudownymi matematycznymi harmoniami; Coulomb dokonujący pomiarów elektryczności […] Faraday, Ohm, Ampère, Joule, Maxwell, Hertz, Röntgen; w innej dziedzinie nauki Cavendish, Davy, Dalton, Dewar; a w jeszcze innej Darwin, Mendel, Pasteur, Lister, Sir Ronald Ross. Wszyscy ci ludzie i wielu innych, a także ci, których nazwiska przepadły w mrokach niepamięci, tworzą zastępy bohaterów, armię żołnierzy – godnych towarzyszy tych, o których śpiewali poeci […] Wielki Newton otwierający tę listę porównał siebie do dziecka bawiącego się na plaży i zbierającego kamyki, podczas gdy widział przed sobą profetyczną wizję ogromnego oceanu prawdy wciąż nieodkrytej […]

Cytat jest ilustracją fascynacji Sandersona odkryciami naukowymi, dokonanymi w historii nauki w jej różnych dziedzinach (zob. kalendarium historii nauki) i sylwetkami wybitnych jednostek, dokonujących kolejnych przełomów, które były podstawą rewolucji naukowych, rozwoju techniki i rewolucji przemysłowej (z ich pozytywnymi i negatywnymi konsekwencjami) oraz późniejszej rewolucji naukowo-technicznej. Pod wpływem tej fascynacji przystąpił do tworzenia nowego systemu edukacji, który miał rozbudzać indywidualne zainteresowania uczniów – zachęcać do samodzielnych poszukiwań interesujących problemów w „oceanie prawdy nieodkrytej” oraz do konwersacji z innymi i wspólnych prób ich rozwiązania. Rekonstrukcja obejmowała radykalną zmianę metod i programu nauczania, różniącego się znacznie od programu realizowanego w gimnazjach klasycznych. Program objął szeroki zakres nauk ścisłych (nauki przyrodnicze i matematyczne), naukę współczesnych języków obcych i in. Był realizowany w zmienionych warunkach, sprzyjających rozwijaniu ciekawości świata i kreatywności. Metodę oddziaływania na uczniów Sanderson opisał m.in. w publikacji Science and Educational Reconstruction (1918), w której zamieścił m.in. katalog wystawy zorganizowanej w Oundle School w czerwcu 1917 roku (dotyczącej podstaw fizyki, chemii i biologii), zawierający opisy eksponatów wystawowych i przeprowadzanych eksperymentów.
Rola nauczyciela
W realizowanym systemie edukacji była w pełni akceptowana różnorodność zainteresowań i zdolności uczniów. Według Sandersona głównym zadaniem nauczyciela w szkole – „miniaturowej kopii świata” – miało być udostępnienie uczniom jak największej przestrzeni samodzielnego działania, rozumianej jako stale dostępne dla wszystkich pomieszczenia szkoły z różnorodnym wyposażeniem, umożliwiającym eksperymentowanie (np. narzędzia w warsztatach, aparatura i odczynniki w laboratoriach chemicznych) oraz obszerna otwarta biblioteka, umożliwiająca dostęp do wiedzy, obejmującej różnorodne obszary nauki. W bibliotece Sandersona znajdował się m.in. zbiór dzieł Nietzschego oraz książki Russella i Shawa.
Nauczyciel, obserwujący działania uczniów w tak urządzonym „świecie”, powinien zachęcać ich do współdziałania z innymi w czasie realizacji własnych projektów. Prowadzi to do zastępowania skłonności do rywalizacji pozytywnymi interakcjami społecznymi (zob. socjologia organizacji). Sanderson najwięcej uwagi poświęcał tym, którym samodzielny wybór celów sprawiał największe trudności; twierdził, że każdy z chłopców może znaleźć pożyteczne zajęcie w zgodnych zespołach, sprawiające mu satysfakcję. Odrzucał odgórnie narzucane programy nauczania i systemy punktowych ocen indywidualnych osiągnięć, a mimo to absolwenci zreformowanej szkoły osiągali najwyższe pozycje w czasie egzaminów wstępnych na renomowane wyższe uczelnie.
Po zakończeniu I wojny światowej i po śmierci Sandersona H.G. Wells napisał, że bohater jego książki The Story of a Great Schoolmaster widział współczesnego nauczyciela (w szkole i na uniwersytecie) „po prostu tym, kim musi być” – antycypatorem, planistą i twórcą nowego, większego porządku ludzkiego życia, budowanego na ruinach starego.

## Rozbudowa bazy Oundle School

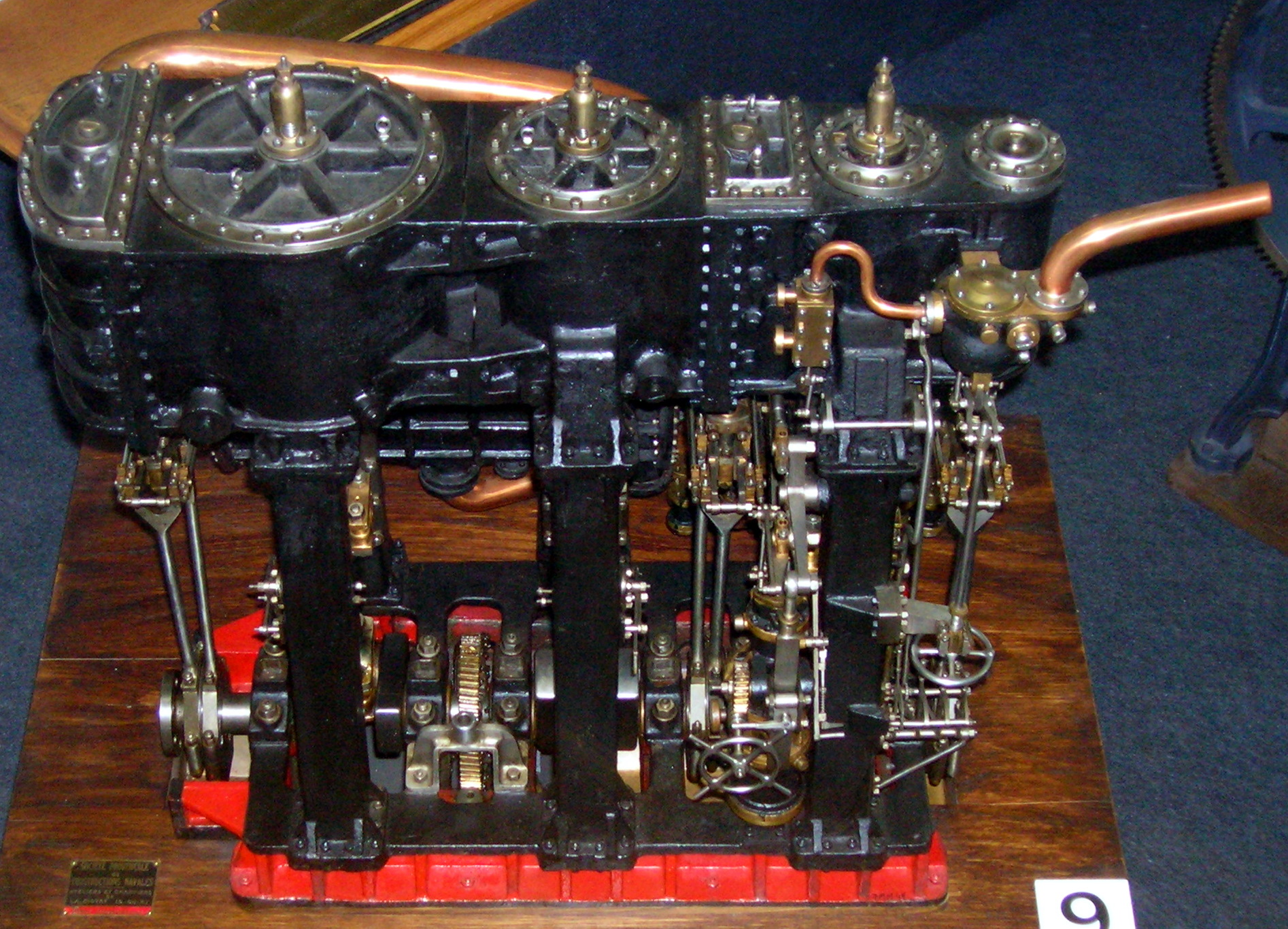
Model silnika okrętowego z 1920 roku

Sanderson wytrwale realizował ambitny program budowy obiektów szkolnych, umożliwiających wprowadzenie nowego systemu nauczania w różnych dziedzinach nauk podstawowych i inżynierii. Wiedza była przekazywana poza tradycyjnymi klasami szkolnymi, w spontanicznie tworzonych twórczych kolektywach. Program obejmował laboratoria, warsztaty mechaniczne, odlewnię, obserwatorium astronomiczne, farmę eksperymentalną, przestronną bibliotekę. W 1905 roku uczniowie zbudowali m.in. rewersyjny silnik morski o mocy 4000 HP (w czasie I wojny światowej warsztaty przystosowano do zadań wojennych).
Wybudowano np. w 1905 roku budynek warsztatów, w 1908 – Great Hall, w 1914 – Science Block, w 1918 – Art Gallery (Yarrow Gallery, Yarrow Memorial, Yarrow), budynek upamiętniający Erica Yarrowa (1895–1915), kolegę Roya Sandersona i również ofiarę wojny, syna Sir Alfreda Yarrowa (fundatora). Marzeniem dyrektora szkoły był rodzaj szkolnego muzeum, który miałby być miejscem kontemplacji naukowej (budynek nazywany House of Vision lub Tent of Meeting przez analogię do Namiotu Spotkań, o którym mowa w Księdze Wyjścia Wj 33,7-11), w 1923 – Chapel, szkolna kaplica. Powstały też internaty w Laxton, Crosby, Grafton, Sidney i inne (również dla dziewcząt).

## Publikacje
Frederick William Sanderson jest m.in. autorem rozdziału „Science and Educational Reconstruction” w książce „Natural science and the classical system in education, essays new and old” (1918) oraz książek znajdujących się w katalogu WorldCat (publikacje w 5 językach, przechowywane w 973 bibliotekach):
- Hydrostatics for beginners (11 editions published between 1889 and 1922 in English)
- Electricity & magnetism for beginners[1][20] (7 editions published between 1897 and 2010 in English and Spanish)
- A geometry for schools (4 editions published between 1910 and 1915 in English)
- Geometry for young beginners. An introduction to theoretical and practical geometry (4 editions published in 1899 in English)
- Elementary hydrostatics (2 editions published in 1885 in English)
- Elementary magnetism and electricity (1 edition published in 1887 in English)
- Practical mathematics at public schools (7 editions published between 1897 and 2010 in English and Spanish)

## Upamiętnienie i kontynuacja
Za najważniejsze publikacje nt. życia i pracy F.W. Sandersona są uważane:
- oficjalna biografia Sanderson of Oundle (1924)[8][26]
- H.G. Wells, The story of a great schoolmaster[10] i jej tłumaczenia na język szwedzki, francuski i niemiecki:
  - H.G. Wells, En stor lärares liv och gärning : och ett undervisningsprogram för samtid och framtid (szw. 1924)
  - H.G. Wells, Un grand éducateur moderne Sanderson, directeur du Collège d'Oundle (franc. 1925)
  - H.G. Wells, Die Geschichte eines grossen Schulmeisters Eine einfache Darstellg d. Lebens u. d. Ideen Sandersons von Oundle(niem. 1928)

W latach 1977–1981 wydano opracowania autorstwa Richarda J. Palmera pt. The influence of F. W. Sanderson on the development of science and engineering at Dulwich College, 1885–1892 i The life of F.W. Sanderson (1857–1922) with special reference to his work and influence at Oundle School (1892–1922)
W 1938 roku W.A. Forsyth zaprojektował nowy budynek szkolny, który nazwano „Sanderson” (House G) dla uczczenia znanego dyrektora, jednak na stronie internetowej nie wyjaśniono istoty zarzuconych reform.
O pamięć o W.F. Sandersonie, Oudle School i jej absolwentach troszczy się Michael Downes (Sanderson Fellow), wieloletni nauczyciel francuskiego w tej szkole, trzeci stypendysta Fundacji Sanderson Trust, założonej w 1992 roku z okazji setnej rocznicy nominacji Sandersona na dyrektora szkoły (rozwiązanej po 10 latach). M. Downes jest m.in. autorem książki pt. Oundle's War: Memories of a Northamptonshire Town 1939-1945 o wojennej historii miasteczka. Została napisana w celu zgromadzenia funduszy dla Królewskiego Legionu Brytyjskiego. Zgodnie z zasadami Sandersona jest efektem pracy zespołowej – wywiady z weteranami przeprowadzało dziesięciu uczniów Oundle School i dziesięciu – Prince William School. Michael Downes jest też autorem tekstu zatytułowanego „Sanderson of Oundle, my hero!”.
Organizując uroczystości inauguracyjne w Oundle School w 2002 roku, Downes zwrócił się z prośbą o wygłoszenie inauguracyjnego wykładu do Richarda Dawkinsa, jednego z najbardziej znanych absolwentów szkoły.
Dawkins, który idei Sandersona nie poznał wcześniej, będąc uczniem Oundle School, przygotował wystąpienie na podstawie opublikowanych biografii. Wyraził żal, że w latach 1954–1959 nie mógł już uczestniczyć w „tygodniach warsztatów” (pełny tydzień w każdym semestrze, z zawieszonymi innymi zajęciami, usunięto z planu zajęć w latach 50. XX w.), jednak przyznał, że „cudownie sandersonowski feniks” powstaje z popiołów – w czasie wizyty w szkole spotkał uczniów i uczennice, które pracują w godzinach pozalekcyjnych budując np. samochody sportowe (w czasie trzech lat własnymi samochodami wyjechało do domów 15 absolwentów). Współczesna Oundle School realizuje program obowiązujący w Wielkiej Brytanii, jednak oferuje uczniom coraz szerszy zakres „niekonkurencyjnych” zajęć pozalekcyjnych. Jej kadra dba też o rozwijanie umiejętności językowych i obliczeniowych oraz utrzymywanie więzi społecznych i umacnianie postaw etycznych, stara się łączyć to, co praktyczne, z estetyką, wyobraźnią i etyką.
Oceniając zewnętrzne warunki pracy szkoły Dawkins stwierdził m.in., że Sanderson:

… byłby przerażony, gdyby wiedział o tym, czego ja dowiedziałem się od nauczycieli zgromadzonych na londyńskiej konferencji – o paraliżującym działaniu egzaminów oraz obsesji rządu na punkcie mierzenia za ich pomocą efektywności szkół.

Zdaniem Dawkinsa byłby też wstrząśnięty „anty-edukacyjnymi obręczami”, przez które obecnie młodzi ludzie „muszą skakać, aby dostać się na uniwersytet”.